# Robert Beauvais
Pour les articles homonymes, voir Beauvais.
Robert Beauvais, né le 6 mars 1911 dans le 13e arrondissement de Paris et mort le 23 février 1982 à Boulogne-Billancourt, est un écrivain, journaliste, producteur de radio, scénariste et comédien français.

## Biographie
Créateur et producteur de nombreuses émissions de radio et de télévision qu'il animait avec son épouse Gisèle Parry, il a aussi écrit des pièces de théâtre et des ouvrages de réflexion.
Pendant son service militaire au Proche-Orient au début des années 1930, il fit connaissance du peintre et entomologiste Wilfrid Perraudin.
Le 30 septembre 1968, il interviewe des passagers et riverains du petit train de Palavas avant la fermeture de la ligne de la compagnie des chemins de fer d'intérêt local du département de l'Hérault (CFTA).
Il était un ami notamment de Jacques Rueff, économiste et homme politique, de Guy des Cars, écrivain, de Maurice Boitel, peintre, de Françoise Sagan, écrivain. Il a été marié à Gisèle Parry, puis à Ginette Garcin et il est le père de la chanteuse Élizabeth Beauvais, connue sous le pseudonyme de Clothilde. Sa tombe se trouve dans le cimetière du village d'Audresselles.
En 1974, il cosigne avec Jean Yanne et Gérard Sire l'adaptation de son roman Quand les chinois : Les chinois à Paris.
En mai 1977, il signe un appel demandant l'arrêt de poursuites en cours contre le Groupe union défense.
Certains de ses ouvrages ont servi de base de scénario à des films de Jean Yanne. En 1980, il apparaît dans le film Charles et Lucie de Nelly Kaplan où il tient le rôle d'un gardien de square.
Pour la télévision, il commente le Concours de l'Eurovision en 1961 pour les télévisions francophones. Il participe entre 1969 et 1971 au jeu international des télévisions francophones Le Francophonissime, où il alterne sa participation avec Jean Lanzi, Robert Rocca et Maurice Biraud. Il participe à l'émission de Jacques Martin Thé dansant jusqu'à sa mort.

## Œuvres
Théâtre
- Peau neuve
- Les Derniers Outrages
- 1948 : Hier contre aujourd'hui de Robert Beauvais et Michel Vaucaire, mise en scène Lucien Rimels, Théâtre des Célestins

Cinéma
- Les Chinois à Paris (1974) : scénario

Ouvrages de réflexion sur un mode humoristique
- Histoire de France et de s'amuser (illustrations de Chaval) (1964)
- Quand les Chinois  (1966) (adapté au cinéma par Jean Yanne dans Les Chinois à Paris)
- L'Hexagonal tel qu'on le parle (1970)

Prix Saintour de l’Académie française 1971
- Pigeon vote (1971)
- Le Français kiskose (1975)
- Nous serons tous des protestants (1976)
- Le Demi-juif (1977)
- Les Tartuffes de l'écologie (1978)
- Mythologie, mythofolies (en collaboration avec sa fille Elisabeth Beauvais) (1979)